# Erwin Bechtold
Erwin Bechtold (* 12. April 1925 in Köln; † 2. September 2022 in Santa Eulalia auf Ibiza) war ein deutscher Maler.

## Leben und Werk

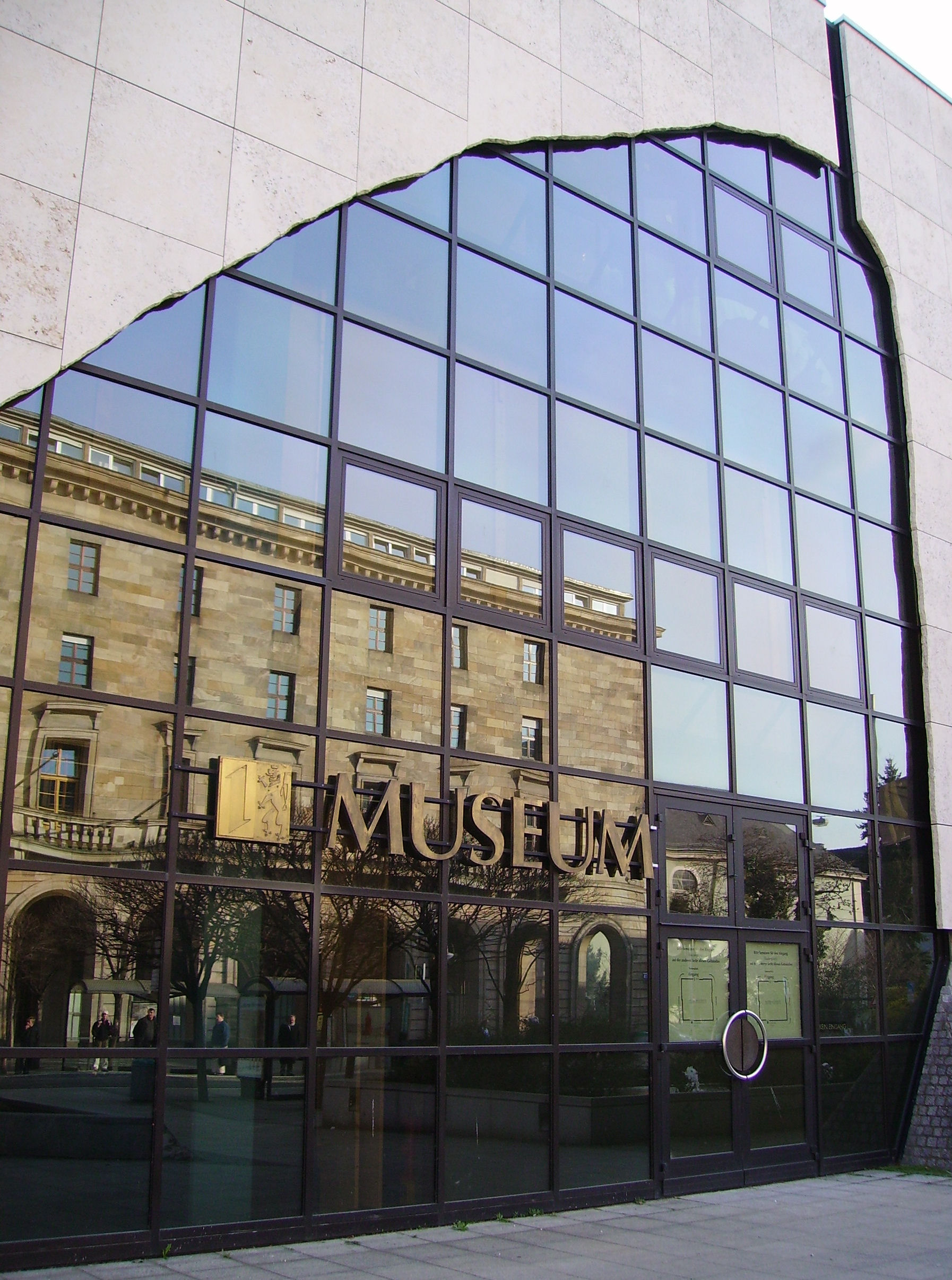
Museum Weltkulturen mit der von Erwin Bechtold entworfenen Fassade. Architekt des Baus war Carlfried Mutschler

Bechtold absolvierte eine Ausbildung zum Drucker und Setzer. Von den Kölner Werkschulen erhielt er 1950 dann das Meisterdiplom. Von 1950 bis 1951 war Bechtold Schüler an der Malschule von Fernand Léger in Paris. Nach mehreren Aufenthalten in Barcelona (Kontakt mit Dau al Set, erste Ausstellung 1956), Ibiza (ab 1958) und Berlin ließ sich Bechtold auf Ibiza in dem Ort Sant Carles de Peralta nieder. Das von ihm konzipierte Haus gilt als ein Musterbeispiel einer eigenständigen modernen Architektur mit traditionellen Bezügen auf den Balearen. Bechtold gilt als Mitbegründer der auf Ibiza entstandenen Künstlergruppe Grupo Ibiza 59. Ab 1966 arbeitete Bechtold als Dozent für das West Surrey College of Art and Design in Farnham und Guildford. Auf der 4. documenta in Kassel stellte Bechtold 1968 aus. Neben zwei wichtigen Ausstellungen in der Kunsthalle Mannheim unter Heinz Fuchs (1971) und Manfred Fath (1988) fanden in der Galerie Margarete Lauter, ebenfalls in Mannheim, zwischen 1965 und 1992 insgesamt sieben Ausstellungen Bechtolds statt. Die Fassade des 1988 fertiggestellten Museum Weltkulturen D 5 der Reiss-Engelhorn-Museen in Mannheim wurde von Bechtold entworfen und vom Architekten Carlfried Mutschler technisch realisiert. Bechtold wurde mehrfach mit Preisen und Auszeichnungen gewürdigt. So wurde ihm 1990 die Ehrenprofessur des Landes Baden-Württemberg verliehen. Zu seinen Auszeichnungen zählen der Joan-Miró-Preis im Jahre 1973, der Balearen Ibiza Award Hommage für Kunst aus Barcelona im Jahre 1999. 2006 wurde er mit dem Ramon-Llull-Preis ausgezeichnet.
1971 spielte Bechtold neben weiteren damals auf Ibiza lebenden Künstlern und Prominenten wie Christopher Plummer, Robert Graves, Princesa de Borbón y Parma, Camilo José Cela, Leslie Grimes, Leonard Slater und Charles Orloff in dem Film Impromptu Balear von dem Regisseur Francisco Rovira Beleta und dem Produzenten und Drehbuchschreiber Enrique Josa mit.
Erwin Bechtold war Mitglied im Deutschen Künstlerbund. An dessen Jahresausstellung nahm er zwischen 1971 und 1990 dreizehn Mal teil.
Das MKM Museum Küppersmühle für Moderne Kunst Duisburg veranstaltete vom 11. März bis 24. Mai 2020 eine umfangreiche Retrospektive Bechtolds. Nach der Erweiterung seiner Ausstellungsfläche
richtete das Museum Küppersmühle für Bechtholds Werke einen repräsentativen Saal ein.
Am 2. September 2022 verstarb Erwin Bechthold in Santa Eulària des Riu auf Ibiza.

## Veröffentlichungen
- Erwin Bechtold, Bilder und Graphik. Märkische Verlagsanstalt Aug. Pott, Witten 1967.
- Bechtold. 2 Bände. Wilhelm-Hack-Museum, Ludwigshafen am Rhein 1980. (Ausstellung: Wilhelm-Hack-Museum Ludwigshafen am Rhein, Januar/Februar 1980).
- Bechtold, Wie war das, wie ist das. 32 Notierungen, eine Betrachtung seines Werkes von 1950 bis 2000. Kerber, Bielefeld 2000, ISBN 3-933040-53-1. (Ausstellung: Kunst-Museum Ahlen vom 27. August – 5. November 2000 zum 75-jährigen Geburtstag Erwin Bechtolds).
- Bechtold, der Anfang und das späte Werk. Heidelberger Kunstverein, Heidelberg 2003, ISBN 3-926905-62-X. (Ausstellung: Heidelberger Kunstverein, 23. März – 11. Mai 2003).
- Erwin Bechtold, Ventana. Weidle, Bonn 2011, ISBN 978-3-938803-42-4. (Ausstellungskatalog: kunstgaleriebonn 4. November 2011 – 21. Dezember 2011).
- Kirsten Maria Limberg: Erwin Bechtold. Malerei zwischen Zufall und Ordnung. Monografie (Band 1) und Werkverzeichnis (Band 2). Verlag der Buchhandlung Walter König, 2016, ISBN 978-3-86560-559-7.